# Asvagósa
Asvagósa (dévanágari: अश्वघोष) [əɕʋəgʰoːʂə] (80 körül – 150 körül) indiai filozófus, költő, aki az ősi India északi részén lévő Szaket (vagy Szaketa) városban született egy brahmin családban. Úgy tartják, hogy ő volt a legelső szanszkrit nyelvű drámaíró és Kálidása előtt a legnagyobb Indiai költő. Egy buddhista írókból álló udvari írócsoport leghíresebb tagja volt és olyan híres epikus költeményeket írt, amelyek versengtek a kortárs Rámájana eposszal. Asvagósa előtt a buddhista irodalom zömét hibrid szanszkrit nyelven írták, Asvagósa azonban a klasszikus szanszkrit nyelvet használta.

## Élete
Asvagósa hagyományos életrajza szerint, amelyet Kumáradzsíva fordított le kínai nyelvre, Asvagósa eredetileg egy aszkéta vándorszerzetes volt, aki érvelésben bárkit le tudott győzni. Kihívta a buddhista szerzeteseket, hogy ha mindenkit legyőz érvelésben, akkor azok abba hagyják a fablokkok püfölését, amely hangjelzést adott a világi embereknek, hogy tegyenek számukra felajánlásokat. Sikerült mindenkit felülmúlnia, ezért a szerzetesek kénytelenek voltak beszüntetni a fablokkokkal adott hangjelzéseket. Északon akadt azonban egy Pársva nevű bhikkhu (buddhista szerzetes), aki úgy gondolta, hogy ha sikerülne az aszkétát áttéríteni a buddhizmusra, akkor az ő segítségével nagyon jól lehetne terjeszteni a dharmát. Elutazott Pársva arra a környékre, ahol Asvagósa miatt beszüntették a fablokkok használatát, majd ő mégis megszólaltatta azokat, mintegy vitára hívva ezzel Asvagósát. A vitára hét nappal később került sor a király, a miniszterek és sok aszkéta és brahman színe előtt. A vesztes beleegyezett, hogy a másik tanítványa lesz. A megállapodás szerint Pársva kezdte az érvelést: „Békéssé kellene tenni a világot egy hosszú életű királlyal, bőséges terméssel, amelyben mindenki boldog és nincsenek sorscsapások”. Asvagósa erre nem tudott mit mondani, így Pársva tanítványa lett és beállt bhikkhunak. Asvagósa ezt követően megtanulta az öt spirituális tényezőt, az öt erősséget, a hét megvilágosodási tényezőt, a nemes nyolcrétű ösvényt és a tanítások mesterévé vált.
Később, a királyság középső részét megszállta a kusán király hadserege, aki akkora hadisarcot kért, hogy a király nem tudta megfizetni az összeget. A kusán király végül beérte Buddha kéregető táljával, Asvagósával és százezer arannyal. A szerzetes beszédeivel tömegeket hódított meg és általa hatalmas területeken terjedt el a dharma.

## Bibliográfia
- Li Rongxi (2002). The Life of Asvaghosa Bodhisattva; in: The Lives of Great Monks and Nuns, Berkeley CA: Numata Center for Translation and Research, pp. 9–16